# Luman Hamlin Weller
Luman Hamlin Weller (* 24. August 1833 in Bridgewater, Litchfield County, Connecticut; † 2. März 1914 in Minneapolis, Minnesota) war ein amerikanischer Politiker. Zwischen 1883 und 1885 vertrat er den Bundesstaat Iowa im US-Repräsentantenhaus.

## Werdegang
Luman Weller besuchte die Grundschule in New Britain und danach das Suffield Literary Institute in Connecticut. Danach arbeitete er als Farmer und Friedensrichter. Außerdem war er als privater Rechtsanwalt tätig.
Weller schloss sich der kurzlebigen Greenback Party an und wurde 1882 als deren Kandidat im vierten Wahlbezirk von Iowa in das US-Repräsentantenhaus in Washington, D.C. gewählt. Dort trat er am 4. März 1883 die Nachfolge des Republikaners Nathaniel Cobb Deering an. Da er bei den Wahlen des Jahres 1884 dem Republikaner William E. Fuller unterlag, konnte er bis zum 3. März 1885 nur eine Legislaturperiode im Kongress absolvieren.
Nach seiner Zeit im US-Repräsentantenhaus wurde er Mitbesitzer und Herausgeber der Wochenzeitung "Farmer’s Advocate",  die in Independence erschien. Damals schloss er sich der ebenfalls kurzlebigen Populist Party an, in deren Bundesvorstand er zwischen 1890 und 1914 war. Zweimal kandidierte er erfolglos für eine Richterstelle am Obersten Gerichtshof von Iowa. Im Jahr 1901 war Weller erfolgloser Bewerber seiner Partei bei den Gouverneurswahlen in Iowa.
Luman Weller starb am 2. März 1914 in Minneapolis und wurde in der Nähe von Nashua (Iowa) beigesetzt.